# Evangelische Kirche (Gemmingen)

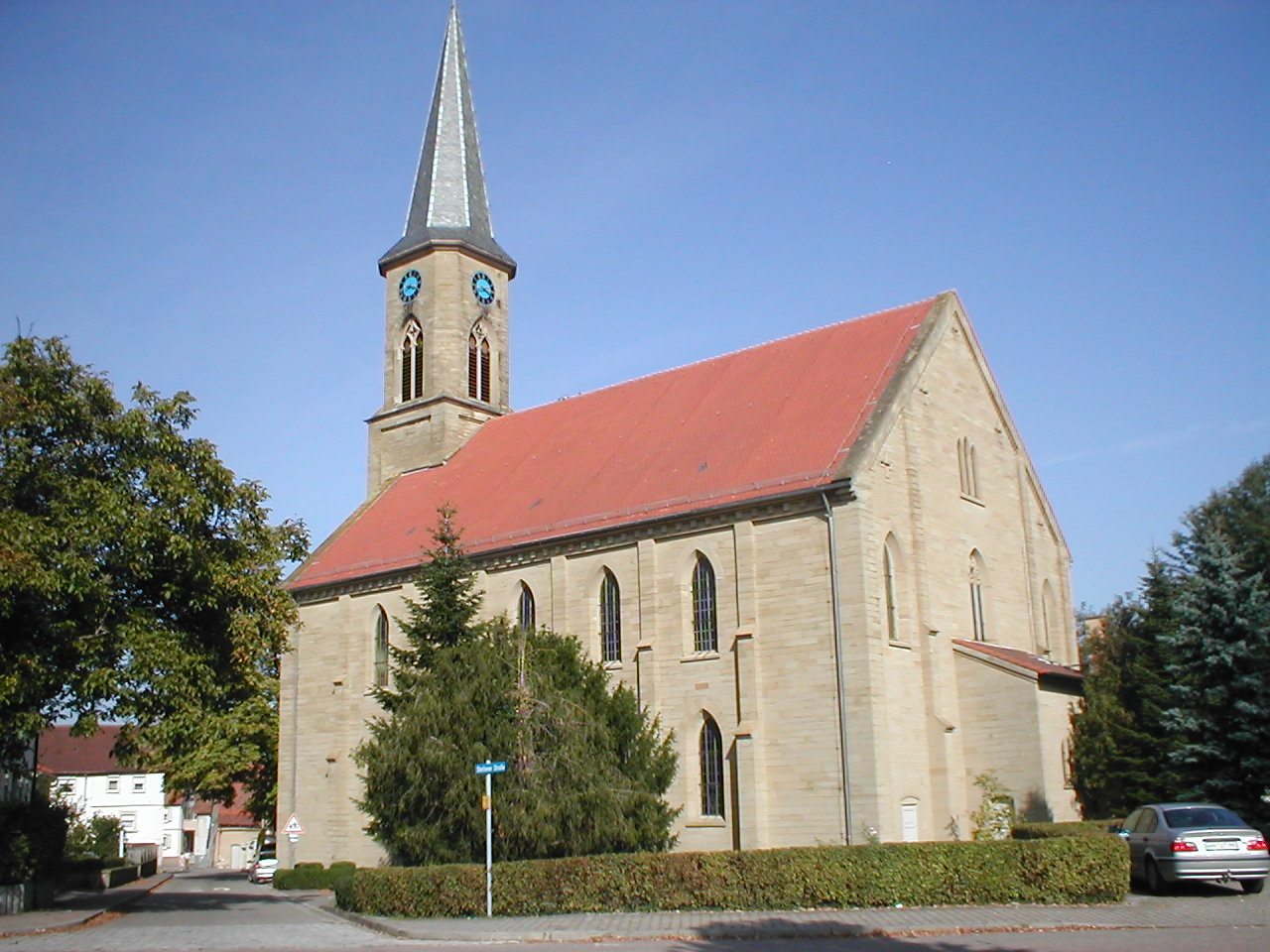
Evangelische Kirche in Gemmingen

Die evangelische Pfarrkirche in Gemmingen, einer Gemeinde im Landkreis Heilbronn in Baden-Württemberg, wurde 1846/47 errichtet.

## Geschichte

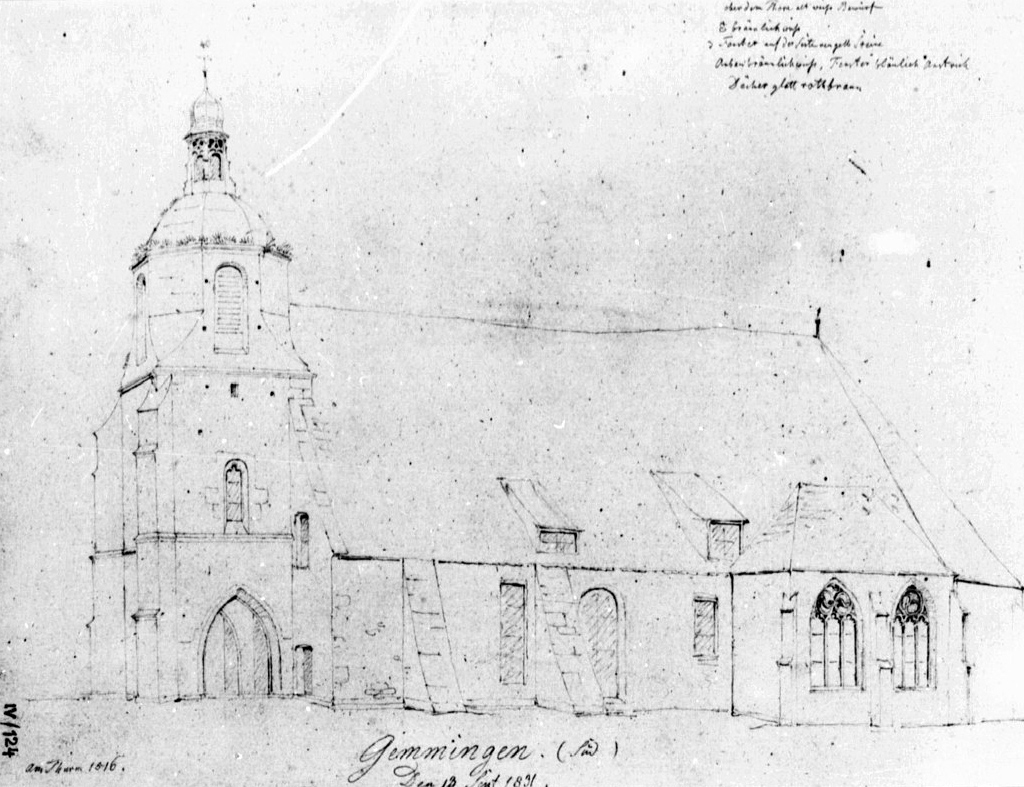
Zeichnung des Vorgängerbauwerks, der alten evangelischen Pfarrkirche in Gemmingen, von 1831

Im Torbogen der evangelischen Kirche in Gemmingen befindet sich ein Schlussstein aus der Vorgängerkirche, der mit 1516 bezeichnet ist. Von der alten Kirche ist heute nur der 33 Meter hohe Turm mit Vorhalle erhalten. Wegen Baufälligkeit wurde das alte Langhaus abgerissen und 1846/47 nach Plänen der Bauinspektion Bruchsal ein Neubau errichtet. Lange Jahre gab es Meinungsverschiedenheiten und Streit über die Größe der neuen Kirche zwischen der Bauinspektion, der evangelischen Gemeinde Gemmingen und der Grundherrschaft, die einen großen Teil der Kosten zu tragen hatte, da sie die Baupflicht besaß.

## Architektur
Das nach Norden ausgerichtete Langhaus der Hallenkirche wurde 1846/47 aus Sandstein errichtet. An den Längsseiten sind steinerne Emporen eingezogen, die auf Steinsäulen ruhen, sodass sich im Inneren der Eindruck einer Basilika bietet. An der Südwand befindet sich eine hölzerne Kanzel und darüber ein gotisches Maßwerkfenster. In einer Wandnische wird ein Altarkreuz um 1500 aufbewahrt, das Hans Seyfer zugeschrieben wird. Die Glasmalereien besitzen Wappenbilder von 1947.